# Czarna-Cedron
Czarna (Czarna-Cedron) – rzeka, lewobrzeżny dopływ Wisły w okolicy Czerska. Do 1973 dolny odcinek rzeki Czarna, której główny bieg skierowano wówczas do Jeziorki. Swój bieg rozpoczyna od bifurkacji w Budach Sułkowskich. Należy do rzek II rzędu.
Różne wykazy przedstawiają inaczej przebieg głównego koryta. Mapa Podziału Hydrograficznego Polski (MPHP) ciek od bifurkacji w Budach Sułkowskich określa jako Czarna-Cedron i nadaje mu identyfikator 2554. W Czersku znajduje się kolejna bifurkacja. Według MPHP ciek biegnie lewym ramieniem i wpada do Wisły w Górze Kalwarii między mostem kolejowym a drogowym. Prawe ramię ma nazwę Czarna i identyfikator 25536, a do Wisły wpada na południe od mostu drogowego. Ponieważ MPHP jest mapą referencyjną dla gospodarki wodnej, w jej systemie wyróżniono jednolitą część wód powierzchniowych PLRW20001725549 Czarna-Cedron. Z kolei Państwowego Rejestru Nazw Geograficznych (PRNG) nazwę Czarna stosuje dla odcinka od bifurkacji w Budach Sułkowskich oraz dla prawego ramienia od bifurkacji w Czersku, a dla lewego ramienia od niej nazwę Kanał Czarna-Cedron. Podobnie przyjęto w wykazie hydronimów przygotowanym dla administracji rządowej.
Przepływa przez miejscowości: Sułkowice, Kiełbaska, Czaplinek, Wincentów, Szpruch, Brzumin.
Na wysokości wsi Boglewice przekopano kanał (Kanał Czarna-Kraska) o dł. ok. 2,5 km, którym swoimi wodami zasila rzekę Kraskę w miejscowości Wola Boglewska.
W systemie gospodarki wodnej jednolita część wód powierzchniowych Czarna-Cedron jest zaliczona do typu 17 (potok piaszczysty). W 2019 prawie wszystkie parametry fizykochemiczne mieściły się w normach dobrego stanu ekologicznego, ale ze względu na stan elementów biologicznych ostatecznie stan ekologiczny wód sklasyfikowano jako umiarkowany. Spośród badanych w tym samym roku substancji priorytetowych stwierdzono przekroczenie norm dobrego stanu chemicznego dla fluorantenu i kilku wielopierścieniowych węglowodorów aromatycznych.